# Morningwood
Morningwood var et alternativt rockband fra New York City i USA. Gruppen blev grundlagt i 2001, og bestod primært af Pedro Yanowitz og Chantal Claret. Morningwood havde kontrakt med Capitol Records og de udgav to albums. Claret startede en solokarriere i 2012, hvorved bandet blev opløst.

## Medlemmer
- Chantal Claret - vokal
- Peter "Pedro" Yanowitz - bas, baggrundsvokal

## Tourmedlemmer
- Will Tendy - guitar
- Jonathan Schmidt - trommer
- Jeremy Asbrock - guitar

## Diskografi

### Studiealbums
| År                                       | Albumdetaljer                                                      | Højeste hitlisteplacering | Højeste hitlisteplacering |
| År                                       | Albumdetaljer                                                      | US                        | US Heat                   |
| ---------------------------------------- | ------------------------------------------------------------------ | ------------------------- | ------------------------- |
| 2006                                     | Morningwood - Released: January 10, 2006 - Label: Capitol Records  | 102                       | 1                         |
| 2009                                     | Diamonds & Studs - Released: October 27, 2009 - Label: VH1 Records | —                         | —                         |
| "—" denotes releases that did not chart. |                                                                    |                           |                           |

### EP'er
| År   | Albumdetaljer                                       |
| ---- | --------------------------------------------------- |
| 2003 | It's Tits - Released: 2003 - Label: Rockhardcock    |
| 2005 | Morningwood - Released: 2005 - Label: Rockhardcock  |
| 2008 | Sugarbaby - Released: 2008 - Label: Capitol Records |